# Proteïna de transferència dels èsters de colesterol
La proteïna de transferència dels èsters de colesterol, abreujat com CETP (de l'anglès: Cholesterylester transfer protein) és una proteïna del plasma sanguini que facilita el transport dels èsters de colesterol i els triacilglicerols entre les diferents lipoproteïnes. Recull triacilglicerols del VLDL o LDL i els intercanvia per èsters de colesterol del HDL i vice versa.

## Genètica
El gen CETP es troba en el 16è cromosoma (16q21).

## Paper en la malaltia
Una mutació rara porta a incrementar la funció del CETP ha estat relacionada amb una ateroesclerosi accelerada. En contrast, un polimorfisme (I405V) del gen CETP ha estat relacionat amb una excepcional longevitat
L'àcid elaídic, un component important del greix trans, incrementa l'activitat del CETP.

## Inhibidors de la CETP
Els inhibidors de la CETP són els medicaments contra la hipercolesterolèmia en curs de desenvolupament. Augmenten la taxa de HDL, considerat com el "colesterol bo".